# Lechon kawali
Lechon kawali, còn được gọi là lechon de carajay hay litsong kawali trong tiếng Tagalog, là một công thức nấu ăn của người Philippines bao gồm thịt ba chỉ được chiên ngập dầu trong chảo hoặc wok (kawali). Nó được nêm nếm gia vị trước, nấu chín rồi sau đó được phục vụ, thường đi kèm với các loại nước chấm như sarsa ng litson làm từ giấm và gan lợn, hoặc toyomansi (xì dầu với calamansi).

## Chế biến
Khi thịt được chiên ngập dầu cho đến khi có màu vàng nâu và giòn, nó sẽ trở thành món Ilocano bagnet, một biến thể của chicharrón. Lechon kawali cũng là một món ăn kèm hoặc nguyên liệu phổ biến để xào rau muống với mắm tôm (binagoongang kangkong).